# Вулиця Юліана Буцманюка (Львів)
Ву́лиця Юліа́на Буцманюка́ — вулиця у Личаківському районі міста Львів, у місцевості Личаків. Пролягає від вулиці Личаківської до тупика і має вигляд проїзду між будинками.
Сучасну назву вулиця отримала у 1992 році, на честь українського художника Юліана Буцманюка. До 1992 року вулиця мала назву Личаківська бічна.
Нумерація будинків по вулиці Буцманюка відповідає нумерації будинків по Личаківській. Забудова — двоповерхова, першої половини XX століття.